# Élections sénatoriales de 2020 en Idaho
Les élections sénatoriales de 2020 en Idaho ont lieu le 3 novembre 2020 afin d'élire les 35 membres du Sénat de l'État américain de l'Idaho.

## Système électoral
Le Sénat de l'Idaho est la chambre haute de son parlement bicaméral. Il est composé de 35 sièges pourvus pour deux ans au scrutin uninominal majoritaire à deux tours dans autant de circonscriptions.

## Résultats
| Partis                   | Partis                | Voix    | %     | +/- | Sièges | +/-           |
| ------------------------ | --------------------- | ------- | ----- | --- | ------ | ------------- |
|                          | Parti républicain (R) | 284 487 | 60,22 |     | 28     | en stagnation |
|                          | Parti démocrate (D)   | 159 391 | 33,74 |     | 7      | en stagnation |
|                          | Parti libertarien (L) | 4 916   | 1,04  |     | 0      | en stagnation |
|                          | Autres partis         | 1 528   | 0,32  |     | 0      | en stagnation |
|                          | Indépendants          | 22 101  | 4,68  |     | 0      | en stagnation |
|                          |                       |         |       |     |        |               |
| Votes valides            | Votes valides         | 472 423 |       |     |        |               |
| Votes blancs et nuls     |                       |         |       |     |        |               |
| Total                    | Total                 |         | 100   | -   | 35     | en stagnation |
| Abstentions              |                       |         |       |     |        |               |
| Inscrits / participation |                       |         |       |     |        |               |